# La Antigua (municipalité)
Pour les articles homonymes, voir Antigua.

La municipalité de La Antigua est l'une des 212 municipalités de l'État de Veracruz, et est située dans la partie centrale de cet État. Celle-ci se trouve sur le littoral du golfe du Mexique, dans la plaine côtière, et fait partie du bassin du fleuve Río Antigua, dont elle comprend l'embouchure, et les confluences de plusieurs rivières tributaires dans l'arrière-pays. Son chef-lieu est la ville de José Cardel. Cette municipalité dépend de la région administrative de Sotavento, qui est une des 10 subdivisions administratives de l'État de Veracruz.

## Toponymie
Son nom espagnol signifie "l'antique" ou l'"ancienne". La localité actuelle de La Antigua fut en effet au XVIe siècle le site de ville de Villa Rica, la première Veracruz, avant son déplacement vers le site actuel. Après son déplacement, la localité s'est nommée Vera Cruz Vieja, soit la Vera Cruz Ancienne, avant de prendre son nom actuel de La Antigua.

## Géographie
La municipalité de La Antigua s'étire du nord au sud le long de la côte du golfe du Mexique, à l'embouchure du fleuve Río Antigua. Les rivières San Juan et Atliyac effectuent leurs confluences avec le Río Antigua sur son territoire. Son chef-lieu, la ville de José Cardel, se situe à l'intérieur des terres, et occupe la rive nord du Río Antigua, au nord de son territoire. Deux lacs se situent au sud du Río Antigua, le lac Catalina, et le lac San Julián, plus vaste. Sa frontière sud est marquée par petit fleuve côtier, le Río Grande. Son territoire couvre une superficie de 131,5 km2, et était peuplé en 2020 de 28 682 habitants, pour une densité de 218,2 habitants par km2.
La municipalité est limitrophe au nord de celle de Úrsulo Galván, à l'ouest de celles de Puente Nacional et de Paso de Ovejas, et au sud de celle de Veracruz.

## Composition et démographie
La municipalité était composée en 2020 de 35 localités, dont une seule était considérée comme urbaine, les autres étant rurales.
| Localité                       | Population |
| ------------------------------ | ---------- |
| José Cardel                    | 20 182     |
| Dos Lagunas (Antonino Lagunes) | 1525       |
| Nicolás Blanco (San Pancho)    | 1159       |
| La Pureza                      | 912        |
| La Antigua                     | 874        |
| Reste des localités            | 4030       |
| Total population               | 28 682     |

En plus de l'espagnol, plusieurs langues amérindiennes sont parlées dans la municipalité, dont les principales sont par ordre d'importance : le nahuatl, le totonaque et le mixtèque.

## Histoire

### Période préhispanique
L'actuelle localité éponyme de La Antigua fut à la période préhispanique le lieu d'une agglomération totonaque connue sous le nom de Huitzilapa, installée à l'embouchure du fleuve Río Antigua, qui se nommait alors en langue nahuatl Huitzilapan. Établie dès le début de l'ère chrétienne, cette ville indigène connut sa période de plus grande extension en 1200 et 1500 de notre ère, avec de l'arrivée du peuple toltèque. Le conquistador espagnol Hernán Cortés fut de passage à Huitzilapa en 1519. Selon le chroniqueur Bernal Díaz del Castillo, il s'empara dans un des temples de la ville de deux codices (manuscrits reliés), que certains historiens relient aux codices Vindobonesis et Nuttall, dont le premier est conservé à Vienne ,.

### Période hispanique

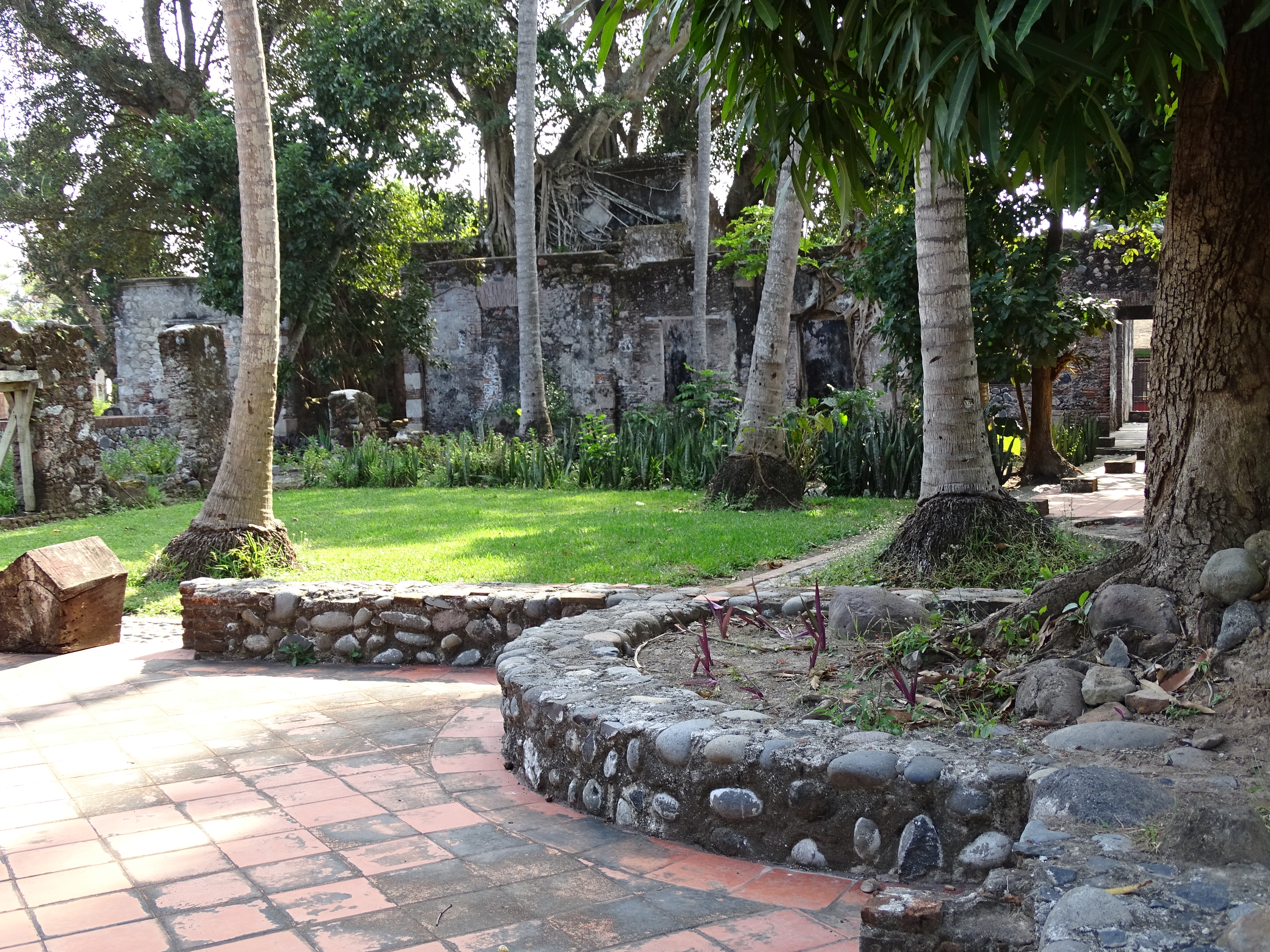
Ruines de l'ancienne Villa Rica

Plus qu'avec le passage d'Hernán Cortés en 1519, cette période débute réellement en 1525, lorsque le tout premier noyau urbain de Veracruz est déplacé à Huitzilapa, et prend le nom de Villa Rica, ou Ville Riche. Son centre de gravité se déplace en revanche en rive droite du fleuve. Après sa fondation, la ville hispanique se dote de bâtiments publics, tels qu'une maison royale, ou une résidence pour les fonctionnaires du Trésor, ainsi que d'édifices religieux, tels qu'une église paroissiale ou des couvents franciscains et dominicains. Mais les infrastructures portuaires de Villa Rica se révèlent avec le temps peu commodes d'emploi, et la ville est régulièrement sujette à des crues du fleuve. En 1599, le vice-roi, comte de Monterrey, met en application une ordonnance du roi d'Espagne Philippe II, et ordonne le déplacement de la ville aux terres de Ventas de Buitrón, face à l'île portuaire de San Juan de Ulúa, sur l'actuel site de Veracruz.

### De La Antigua à José Cardel

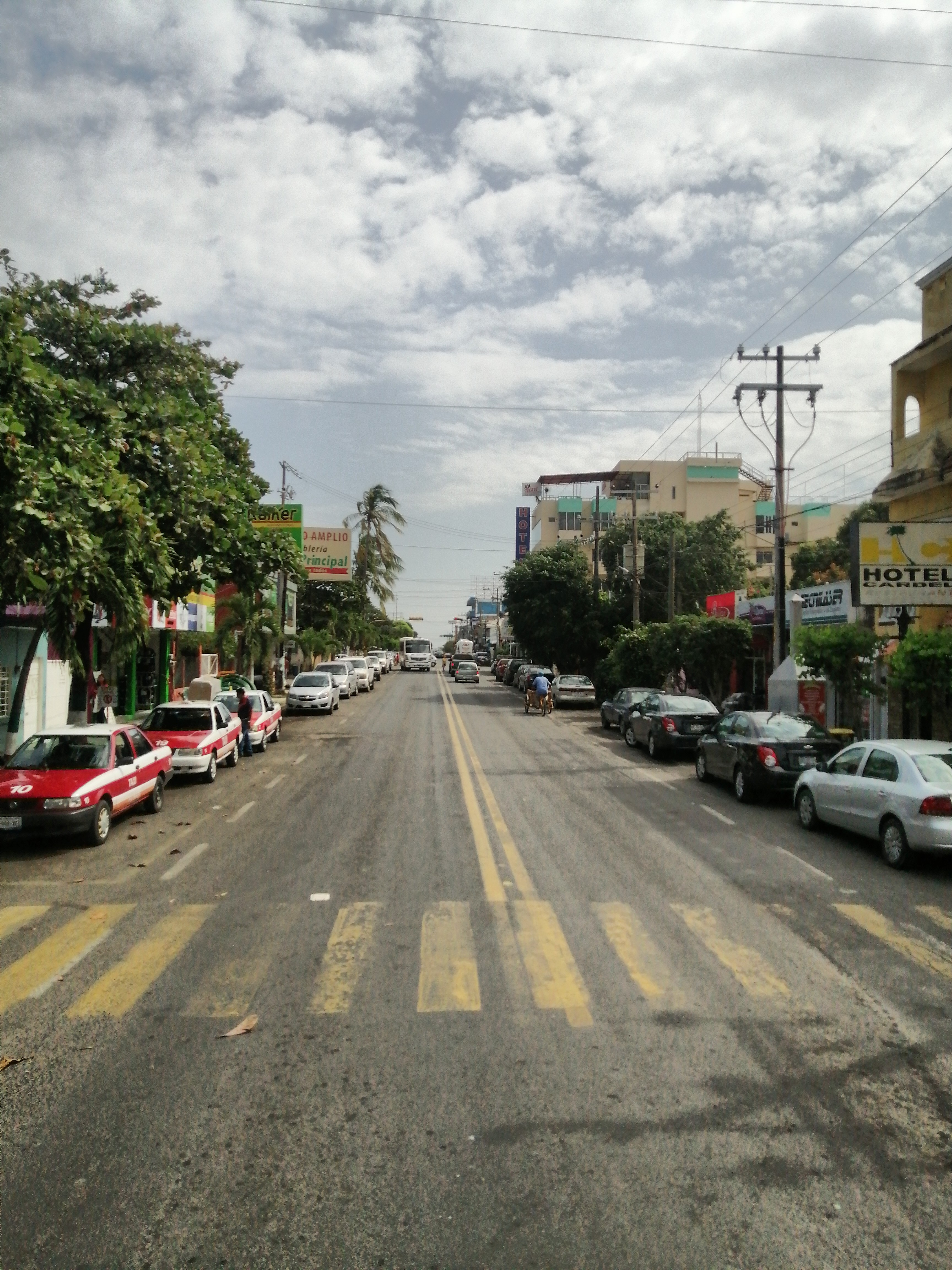
Vue de la ville actuelle de José Cardel

Malgré ce déplacement de la ville portuaire face à l'île de San Juan de Ulúa, la ville de Villa Rica ne fut pas entièrement abandonnée. Si les bâtiments du Trésor et la troupe furent déplacés à Veracruz, la ville conserva une certaine fonction administrative, avec le maintien du siège de la mairie, et conserva son église paroissiale. Malgré un certain dépeuplement et l'abandon de nombreux bâtiments, la ville joua un rôle durant la guerre d'indépendance du Mexique, entre 1810 et 1821, et servi de point d'appui au général Guadalupe Victoria lors des opérations pour la prise de Veracruz. Lors de la création de la municipalité de La Antigua, la ville de La Antigua en devient naturellement le chef-lieu. Elle ne perdra ce statut qu'en 1926, lorsque le siège de la municipalité fut déplacé à San Francisco de las Peñas, qui prend alors son nom actuel de José Cardel.

## Économie

### Agriculture et élevage
La superficie des parcelles semées représentait en 2019 une surface totale de 2483,3 hectares, parmi lesquels 2230 hectares étaient voués à la culture de la canne à sucre, 182 hectares étaient voués à la culture du maïs, et 43 hectares à celle de la mangue.
En 2020, la production de viande par tonnes comprenait 135,9 tonnes de viande bovine, 62,9 tonnes de viande porcine, 9,8 tonnes de viande ovine, 28,8 tonnes de volailles, et 0,5 tonne de dinde. La superficie vouée à l'élevage représentait alors 4291 hectares.

### Industrie
La ville de José Cardel comprend une usine de raffinage du sucre, nommée "El Modelo", et fondée en 1890.